# 뮤리엘 (영화)
《뮤리엘》(프랑스어: Muriel ou le Temps d'un retour, 영어: Muriel)은 1963년 개봉한 프랑스의 드라마 영화이다. 알랭 레네가 감독을, 장 카이롤이 각본을 맡았다. 1963 베네치아 영화제 황금사자상 경쟁후보작이며, 주연을 맡은 델핀 세리그는 해당 영화제에서 볼피컵 여자연기자상을 수상했다.

## 출연

### 주연
- 델핀 세리그

### 조연
- 니타 클레인
- 로렌스 배디
- 장 샹피옹
- 장 더스
- 필립 로덴바흐

## 기타
- 미술: 자크 솔니에